# Sarapiquí (Alajuela)
Sarapiquí es el nombre del distrito número 14 del cantón de Alajuela, que a su vez pertenece a la provincia de Alajuela en Costa Rica. Su principal población es la villa de San Miguel, razón por la cual, de forma coloquial y local, el distrito es conocido como San Miguel. No obstante, el nombre oficial del distrito es Sarapiquí, según la nomenclatura establecida por la División Territorial Administrativa.

## Historia
Sarapiquí fue creado el 6 de noviembre de 1922 por medio de Decreto 28.
En Cinchona de Sarapiquí, a 11 km al norte de Varablanca y cerca de la Catarata La Paz tuvo lugar el epicentro del Terremoto de Cinchona en 2009, que obligó al traslado de dicha comunidad a un sector más apropiado, en Cariblanco.

## Ubicación
El distrito de Sarapiquí, está localizado en la región septentrional del país y limita con el cantón de Sarapiquí al este, Río Cuarto al noroeste, Sarchí al oeste, y con el distrito de Sabanilla de Alajuela al sur. 
Su cabecera, la villa de San Miguel,  rural y pintoresca, está ubicada a 51 km (1 hora 30 minutos) al norte de la ciudad de Alajuela y 67.9 km (1 hora 52 minutos) al norte de San José la capital de la nación. 
Las localidades más cercanas a Sarapiquí son Río Cuarto, La Virgen de Sarapiquí y Cariblanco (pueblo).

## Geografía
Sarapiquí cuenta con un área de 113,79 km² y una altitud media de 510 m s. n. m. 
Es el distrito de mayor tamaño del cantón por superficie.  Presenta un relieve montañoso en la mayoría de su territorio. 

## Demografía
Para el año 2022, Sarapiquí cuenta con una población estimada de 3310 habitantes, y para el último censo efectuado, en 2011, Sarapiquí contaba con una población de 2842 habitantes.

## Localidades
- Cabecera: San Miguel
- Poblados: Bajo Latas, Cariblanco, Corazón de Jesús, Isla Bonita, Nueva Cinchona, San Antonio, Paraíso, Punta Mala, Ujarrás, Virgen del Socorro (parte).

## Economía
La economía se basa principalmente en la agricultura y la ganadería.
En la villa de San Miguel de Sarapiquí, se ofrecen servicios financieros y de salud (Ebais), ambos estatales.
El comercio está representado por locales de venta de abarrotes, entre otros.

## Transporte

### Carreteras
Al distrito lo atraviesan las siguientes rutas nacionales de carretera:
- Ruta nacional 126
- Ruta nacional 140